# Pluméliau-Bieuzy
Pluméliau-Bieuzy – gmina we Francji, w regionie Bretania, w departamencie Morbihan. W 2013 roku liczba ludności wynosiła 4500 mieszkańców. 
Gmina została utworzona 1 stycznia 2019 roku z połączenia dwóch ówczesnych gmin: Bieuzy oraz Pluméliau. Siedzibą gminy została miejscowość Pluméliau. 